# Abjeção
Na teoria crítica, a abjeção é o estado de rejeição e separação das normas e regras, especialmente na escala da sociedade e da moralidade. O termo foi explorado no pós-estruturalismo como aquilo que perturba inerentemente a identidade convencional e os conceitos culturais. Julia Kristeva explorou uma visão geral influente e formativa do conceito em seu trabalho de 1980, Powers of Horror: An Essay on Abjection, onde ela descreve o horror subjetivo (abjeção) como o sentimento quando um indivíduo experimenta ou é confrontado pela pura experiência de o que Kristeva chama de "realidade corporal" tipicamente reprimida, ou uma intrusão do Real na Ordem Simbólica.
O conceito de abjeção de Kristeva é comumente usado para analisar narrativas culturais populares de horror e comportamento discriminatório que se manifesta em misoginia, homofobia e genocídio. O conceito de abjeção baseia-se nas teorias psicanalíticas tradicionais de Sigmund Freud e Jacques Lacan, cujos estudos muitas vezes se estreitaram na experiência da desintegração das distinções pessoais, através da neurose em Freud e da psicose em Lacan.

## Na teoria crítica literária
Baseando-se na tradição francesa de interesse pelo monstruoso (por exemplo, o romancista Louis-Ferdinand Céline), e pelo sujeito fundamentado na "sujeira" (por exemplo, o psicanalista Jacques Lacan), Julia Kristeva desenvolveu a ideia de o abjeto como aquilo que é rejeitado ou perturba a razão social – o consenso comunitário que sustenta uma ordem social. O "abjeto" existe em algum lugar entre o conceito de objeto e o conceito de sujeito, representando elementos tabus do self mal separados em um espaço liminar. Kristeva afirma que dentro dos limites do que alguém define como sujeito – uma parte de si mesmo – e objeto – algo que existe independentemente de si mesmo – residem peças que já foram categorizadas como parte de si mesmo ou da identidade de alguém que desde então foi rejeitado – o abjeto.
No entanto, Kristeva criou uma distinção no verdadeiro significado da abjeção: "Portanto, não é a falta de limpeza ou de saúde que causa a abjeção, mas o que perturba a identidade, o sistema e a ordem. O que não respeita fronteiras, posições, regras. O in- entre, o ambíguo, o composto." Como o abjeto está situado fora da ordem simbólica, ser forçado a enfrentá-lo é uma experiência inerentemente traumática, como acontece com a repulsa apresentada pelo confronto com a sujeira, o lixo ou um cadáver - um objeto que é violentamente expulso do mundo cultural, tendo já sido um sujeito. Assim, o sentido do abjeto complementa a existência do superego  – o representante da cultura, da ordem simbólica: no aforismo de Kristeva, “Para cada ego seu objeto, para cada superego seu abjeto”.
Da perspectiva psicanalítica de Kristeva, a abjeção é feita à parte de nós que excluímos: a mãe. Devemos abjetar o materno, o objeto que nos criou, para construir uma identidade. A abjeção ocorre no nível micro do ser falante, através de sua dinâmica subjetiva, bem como no nível macro da sociedade, através da “linguagem como lei comum e universal”. Usamos rituais, especificamente aqueles de contaminação, para tentar manter fronteiras claras entre a natureza e a sociedade, o semiótico e o simbólico, paradoxalmente excluindo e renovando o contato com o abjeto no ato ritual.
O conceito de abjeção é frequentemente associado (e às vezes confundido) com a ideia de estranho, o conceito de algo "não familiar", ou estranho, mas familiar. O abjeto pode ser estranho no sentido de que podemos reconhecer aspectos nele, apesar de ser "estranho": um cadáver, tendo caído fora da ordem simbólica, cria abjeção através de sua estranheza - cria uma dissonância cognitiva.

### Casos
- A abjeção é um tema importante da obra de 1949 The Thief's Journal (Journal du Voleur) do autor francês Jean Genet, um relato ficcional de suas andanças pela Europa na década de 1930, onde ele afirma ser um pária criminoso por buscar ativamente abjeções como uma forma existencialista de "santidade"[14]
- O filme Alien (1979) foi analisado como um exemplo de como no terror e na ficção científica as representações monstruosas da mulher ressoam com a abjeta figura arcaica da mãe.[15] O desmembramento corporal, a impregnação forçada e a natureza camaleônica do próprio alienígena podem ser vistos como explorações de fantasias da cena primordial e do encontro com a natureza sem fronteiras da mãe abjeta original.[16]
- O gênero literário australiano da década de 1990, grunge lit, geralmente se concentra em personagens jovens adultos com corpos "abjetos"[17] que estão se deteriorando e personagens enfrentando problemas de saúde. Por exemplo, os personagens principais masculinos e femininos do livro Praise, de Andrew McGahan, Gordon Buchanan e Cynthia Lamonde, ambos têm corpos doentes, com Cynthia enfrentando uma pele que apresenta erupções cutâneas. Karen Brooks afirma que Drift Street de Clare Mendes, The Lives of the Saints, e Praise de Edward Berridge exploram [e] as limitações psicossociais e psicossexuais de jovens personagens suburbanos/urbanos em relação aos limites imaginários e socialmente construídos que definem. ..self and other" e "abrindo" novos "espaços limítrofes [limites]" onde o conceito de um corpo humano abjeto pode ser explorado.[18] Brooks afirma que os personagens marginalizados em The Lives of the Saints , Drift Street e Praise ) são capazes de permanecer em "shit creek" (um cenário ou situação indesejável) e "diver[t]...fluir" desses "riachos", reivindicando assim a "limnalidade" de seus ambientes rudes (estar em uma situação fronteiriça ou de transição) e sua própria "abjeção" (ter "corpos abjetos" com problemas de saúde, doenças, etc.) como "locais de empoderamento simbólico e agência".[19]

## Na teoria crítica social
A “abjecção” é frequentemente utilizada para descrever o estado de grupos frequentemente marginalizados, tais como mulheres, mães solteiras, pessoas de crenças religiosas minoritárias, trabalhadores do sexo, condenados e pessoas pobres e deficientes. A partir de uma desconstrução dos discursos sexuais e da história do género, Ian McCormick delineou as ligações recorrentes entre o desejo transgressivo prazeroso, categorias desviantes de comportamento e respostas aos fluidos corporais nas discussões dos séculos XVIII e XIX sobre prostituição, sodomia e masturbação (autopoluição, impureza, impureza). O termo espaço de abjeção também é usado, referindo-se a um espaço que habitam coisas ou seres abjetados.[carece de fontes?]

### Em estudos organiacionais
A literatura da teoria organizacional sobre abjeção tentou iluminar várias maneiras pelas quais as instituições silenciam, excluem ou rejeitam sentimentos, práticas, grupos ou discursos no local de trabalho. Estudos examinaram e demonstraram a maneira como as pessoas adotam papéis, identidades e discursos para evitar as consequências da abjeção social e organizacional. Em tais estudos, o foco é frequentemente colocado sobre um grupo de pessoas dentro de uma organização ou instituição que está fora da norma, tornando-se assim o que Kristeva chama de "aquele por quem o abjeto existe" ou "as pessoas desanimadas". As instituições e organizações normalmente dependem de rituais e outras práticas estruturais para proteger elementos simbólicos da semiótica, tanto num foco organizacional mais amplo que enfatiza o papel da formulação de políticas, como num nível interpessoal menor que enfatiza a rejeição social. Tanto o nível organizacional como o interpessoal produzem uma série de práticas de exclusão que criam uma “zona de habitabilidade” para o pessoal considerado em oposição às normas organizacionais.
Um desses métodos é o da “instrução colectiva”, que se refere a uma estratégia frequentemente utilizada para adiar, tornar abjecto e ocultar o inconveniente “lado negro” da organização, mantendo-o longe da vista através das forças corporativas. Este é o processo pelo qual um significado aceitável e unificado é criado – por exemplo, a declaração de missão de uma empresa ou organização. Através da divulgação controlada de informações e crenças ou declarações reacionárias, as pessoas são gradualmente expostas à interpretação persuasiva de uma empresa sobre um evento ou circunstância, que poderia ter sido considerada abjeta. Esse significado desenvolvido pela empresa torna-se compartilhado por toda a comunidade. Esse evento ou circunstância passa a ser interpretado e visto de forma singular por muitas pessoas, criando um significado unificado e aceito. O propósito de tais estratégias é identificar e tentar controlar o abjeto, à medida que as ideias abjetas são ejetadas de cada memória individual.
Organizações como os hospitais devem negociar a divisão entre o simbólico e o semiótico de uma forma única. Os enfermeiros, por exemplo, são confrontados com o abjeto de uma forma mais concreta e física devido à sua proximidade com os doentes, feridos e moribundos. Eles enfrentam a realidade da morte e do sofrimento de uma forma que normalmente não é vivenciada pelos administradores e líderes hospitalares. Os enfermeiros devem aprender a separar-se a si próprios e aos seus estados emocionais das circunstâncias de morte, morrer e sofrimento que os rodeiam. Rituais e estruturas de poder muito rigorosos são utilizados nos hospitais, o que sugere que a dinâmica da abjeção tem um papel a desempenhar na compreensão não só de como a ansiedade se torna o trabalho da equipa de saúde e da organização, mas também como é encenada ao nível da saúde. política hospitalar.

### Em estudos sociológicos
O abjeto é um conceito frequentemente usado para descrever corpos e coisas que consideramos repulsivas ou nojentas e que, para preservar a identidade, são expulsas. Imogen Tyler procurou tornar o conceito mais social para analisar a abjeção como um processo social e vivido e considerar tanto aqueles que abjetam quanto aqueles que se encontram abjetados, entre a representação dos poderosos e a resistência dos oprimido. Tyler conduziu um exame sobre a forma como a Grã-Bretanha contemporânea rotulou determinados grupos de pessoas – principalmente grupos minoritários – como figuras revoltantes, e como esses indivíduos se revoltam contra a sua identidade abjecta, também conhecida como marginalização, estigmatização e/ou exclusão social.
Também foi feita exploração da maneira como as pessoas olham para outras pessoas cujos corpos podem parecer diferentes do normal devido a doenças, lesões ou defeitos de nascença. Pesquisadores como Frances enfatizam a importância das consequências interpessoais que resultam desse olhar. Uma pessoa com deficiência, por ser semelhante a nós e também diferente, é a pessoa por quem o abjeto existe e as pessoas que vêem esse indivíduo reagem a essa abjeção tentando ignorá-la e rejeitá-la, ou tentando envolver-se e mergulhar iniciar. Neste caso específico, afirma Frances, o primeiro manifesta-se através da recusa em fazer contacto visual ou reconhecer a presença da pessoa com deficiência, enquanto o último se manifesta através do olhar intrusivo. As consequências interpessoais que resultam disto são que a pessoa com deficiência é negada e tratada como um “outro” – um objecto que pode ser ignorado – ou que o indivíduo é claramente identificado e definido como um desamparado.

## Na psicoterapia
Ao focar conceitos como abjeção, os psicoterapeutas podem permitir a exploração de ligações entre a experiência vivida e as formações culturais no desenvolvimento de psicopatologias específicas. Bruan Seu demonstrou a importância crítica de reunir as ideias foucaultianas de autovigilância e posicionamento no discurso com uma teorização psicodinâmica, a fim de compreender o significado total dos impactadores psicológicos, como a vergonha.
No caso de psicopatologias como o transtorno dismórfico corporal (TDC), o papel do outro – real, imaginado ou fantasiado – é central, e a ambivalência em relação ao corpo, inflada pela vergonha, é a chave para essa dinâmica. Parker observou que os indivíduos que sofrem de TDC são sensíveis ao poder, ao prazer e à dor de serem olhados, já que seu senso objetivo de si mesmo domina qualquer sentido subjetivo. O papel do outro tornou-se cada vez mais significativo para as teorias do desenvolvimento na psicanálise contemporânea e é muito evidente na imagem corporal, pois é formada por meio de identificação, projeção e introjeção. Aqueles indivíduos com TDC consideram uma parte de seu corpo pouco atraente ou indesejada, e essa crença é agravada pela vergonha e pela impressão de que os outros percebem e percebem negativamente a suposta falha física, o que cria um ciclo. Com o tempo, a pessoa com TDC começa a ver essa parte do seu corpo como separada dela mesma, uma parte do corpo desonesta – ela foi abjetada.
Há também quem vivencia ansiedade social, que vivencia a subjetivação de ser abjeto de forma semelhante, porém diferente, de quem tem TDC. Abjeto, aqui, refere-se a material marginalmente questionável que não pertence exatamente à sociedade como um todo – é irrelevante se esse não-pertencimento é real ou imaginado, apenas que é percebido. Para aqueles com ansiedade social, é todo o seu eu social que é percebido como desanimado, afastando-se dos rituais e capacidades sociais normais.
Estudar a abjeção provou ser sugestivo e útil para considerar a dinâmica do ódio a si mesmo e ao corpo. Isto traz implicações interessantes para o estudo de transtornos como ansiedade de separação, fobias biologicamente centradas e transtorno de estresse pós-traumático.

## Na arte
As raízes da arte abjeta são antigas. A Tate define arte abjeta como aquela que “explora temas que transgridem e ameaçam nosso senso de limpeza e propriedade, referindo-se particularmente ao corpo e às funções corporais”. Os pintores expressaram um fascínio pelo sangue muito antes da Renascença, mas foi somente com o movimento dadaísta que o fascínio pela transgressão e pelo tabu tornou possível a existência da arte abjeta, como movimento. Foi influenciado pelo Teatro da Crueldade de Antonin Artaud. O Whitney Museum na cidade de Nova Iorque identificou arte abjeta em 1993.
Foi precedido pelos filmes e performances dos ativistas vienenses, em particular de Hermann Nitsch, cujo interesse pela ideia de Schwitter de uma gesamtkunstwerk (obra de arte total) o levou a criar o grupo de teatro radical, conhecido como Orgien-Mysterien-Theater. O grupo utilizou carcaças de animais e derramamento de sangue de forma ritualística. Nitsch cumpriu pena de prisão por blasfêmia antes de ser convidado para ir a Nova York em 1968 por Jonas Mekas. Nitsch organizou uma série de performances que influenciaram a cena artística radical de Nova York. Outros membros dos |Acionistas Vienenses, Gunter Brus, que começou como pintor, e Otto Muehl colaboraram em performances. As atuações de Gunter Brus envolviam urinar, defecar e cortar-se publicamente com uma lâmina de barbear. Rudolf Schwarzkogler é conhecido por suas fotos que tratam do abjeto. No final da década de 1960, a arte performática tornou-se popular em Nova York, inclusive por Carolee Schneemann, Mary Kelly, Genesis P. Orridge e GG Allin fizeram esse tipo de arte.
Nas décadas de 1980 e 1990, o fascínio pelos Powers of Horror, título de um livro de Julia Kristeva, levou a uma segunda onda de artistas performáticos radicais trabalhando com fluidos corporais, incluindo Ron Athey, Franko B, Lennie Lee e Kira O'Reilly. A própria Kristeva associou a experiência estética do abjeto, como a arte e a literatura, à catarse poética – um processo impuro que permite ao artista ou autor proteger-se do abjeto apenas mergulhando nele.
No final da década de 1990, o abjeto tornou-se tema dos artistas performáticos chineses radicais Zhu Yu e Yang Zhichao. O abjeto também começou a influenciar artistas mainstream, incluindo Louise Bourgeois, Helen Chadwick, Gilbert & George, Robert Gober, Kiki Smith e Jake e Dinos Chapman que foram todos incluídos no show de Whitney de 1993. Outros artistas que trabalham com abjeção incluem os fotógrafos nova-iorquinos, Joel Peter Witkin, cujo livro Love and Redemption e Andres Serrano, cuja peça intitulada Piss Christ causou um escândalo em 1989.